# As Confissões de Schmidt
As Confissões de Schmidt (título original: About Schmidt)  é um filme de comédia dramática americano de 2002, escrito e dirigido por Alexander Payne, produzido por Michael Besman, Harry Gittes e Rachael Horovitz, co-escrito por Jim Taylor com música de Rolfe Kent e estrelado por Jack Nicholson no papel-título. O filme também é estrelado por Hope Davis, Dermot Mulroney e Kathy Bates. É muito vagamente baseado no romance de 1996 de Louis Begley, com o mesmo título. About Schmidt foi lançado nos cinemas em 13 de dezembro de 2002 pela New Line Cinema. O filme foi um sucesso comercial e crítico e ganhou US$105,834,556 em um orçamento de US$30 milhões. About Schmidt foi lançado nos formatos DVD e VHS. Foi lançado em Blu-ray pela primeira vez em 3 de fevereiro de 2015.

## Sinopse
Warren Schmidt é um homem de aproximadamente 60 anos que vive um casamento rotineiro, e acaba de se aposentar.  Ele também tem uma filha adulta, que mora longe, e que está se preparando para casar com um homem que Schmidt não considera à altura dela.
Procurando sair da passividade, Schmidt resolve entrar numa campanha de ajuda a crianças africanas e passa a se corresponder e mandar dinheiro para uma delas, que conhece apenas em fotos. Nas cartas ele conta sua vida e fala da família e também fica sabendo o mesmo do garoto que ajuda.
Schmidt fica viúvo repentinamente, e então resolve partir em viagem num trailer motorizado, tentando encontrar um sentido na sua vida e fazer alguma coisa útil, pelo menos na concepção dele: impedir que a filha se case.

## Elenco principal
- Jack Nicholson ....  Warren Schmidt
- Kathy Bates ....  Roberta Hertzel
- Hope Davis ....  Jeannie Schmidt
- Dermot Mulroney ....  Randall Hertzel
- June Squibb ....  Helen Schmidt
- Howard Hesseman ....  Larry Hertzel
- Harry Groener ....  John Rusk
- Connie Ray ....  Vicki Rusk
- Len Cariou ....  Ray Nichols
- Phil Reeves ....  ministro em Denver
- Mark Venhuizen ....  Duncan Hertzel

## Produção
O roteiro de Payne para About Schmidt foi inicialmente um roteiro original escrito anos antes da publicação do romance de Begley. Segundo Payne, seu roteiro era sobre "um velho que se aposenta e percebe o quanto desperdiçou sua vida e quer, de alguma forma, começar de novo — The Graduate aos 65 anos". Payne completou o roteiro em 1991 e o ofereceu à Universal Pictures, mas o estúdio o rejeitou. Após a publicação do romance de Begley em 1996, Payne decidiu combinar seu roteiro com o enredo do romance, tornando-o uma adaptação.
As filmagens ocorreram por dois meses em várias cidades de Nebraska, incluindo Omaha, Nebraska City, Minden, Kearney e Lincoln. Omaha foi escolhido, porque foi onde Alexander Payne cresceu. Filmagem concluída em maio de 2001.

## Recepção

### Bilheteria
Nos Estados Unidos, o filme arrecadou US$8,533,162 dólares no fim de semana de estreia. O filme arrecadou US$65,016,287 nos Estados Unidos e US$40,818,269 no exterior, totalizando US$105,834,556.

### Resposta da crítica
About Schmidt recebeu elogios de vários críticos de cinema, que destacaram as performances de Jack Nicholson e Kathy Bates. O site de filmes Rotten Tomatoes registrou uma taxa de aprovação de 85% com base em 203 críticas, com uma classificação média de 7,71/10. O consenso crítico do site diz: "Neste engraçado e emocionante estudo de personagem, Nicholson oferece uma das melhores performances de sua carreira". Em Metacritic, que atribui uma classificação a críticas, o filme tem uma pontuação média ponderada de 85 em 100, com base em 40 críticos, indicando "aclamação universal". As audiências consultadas pelo CinemaScore deram ao filme uma nota média de "B" na escala A+ a F.
Roger Ebert escreveu para o Chicago Sun-Times que About Schmidt "é essencialmente um retrato de um homem sem qualidades, perplexo com as emoções e necessidades dos outros. O fato de Jack Nicholson tornar esse homem tão assistível é um tributo não apenas ao seu ofício, mas também à sua lenda: Jack é tão diferente de Schmidt que seu desempenho gera certa admiração. Outro ator pode ter tornado o personagem muito trágico, passivo ou vazio, mas Nicholson de alguma forma encontra em Schmidt uma fome que se desenvolve lentamente, um desejo de começar a viver agora que o tempo está quase no fim". Michael Rechtshaffen do The Hollywood Reporter escreveu: "É um desempenho de liderança imponente de Jack Nicholson que o coloca em uma liga sublime por si só". Paul Clinton da CNN.com escreveu: "About Schmidt é, sem dúvida, um dos melhores filmes do ano. Se você não se sente profundamente tocado por este filme, verifique seu pulso".

## Principais prêmios e indicações
No Oscar 2003, Nicholson e Bates foram indicados por suas atuações como Melhor Ator e Melhor Atriz em um Papel Coadjuvante. O filme encontrou mais sucesso no 60º Globo de Ouro, ganhando os prêmios de Melhor Roteiro - Filme e Melhor Performance de um Ator em Filme - Drama. Ao aceitar seu prêmio, Nicholson declarou: "Estou um pouco surpreso. Pensei que fizemos uma comédia".
Também fez parte da seleção oficial da competição no Festival de Cannes de 2002.
Oscar 2003 (EUA)
- Indicação nas categorias de Melhor Ator (Jack Nicholson) e Melhor Atriz Coadjuvante (Kathy Bates).

 Globo de Ouro 2003 (EUA)
- Vencedor nas categorias de Melhor Ator (Jack Nicholson) e Melhor Roteiro de Filme Dramático.
- Indicado nas categorias de Melhor Diretor - Cinema, Melhor Filme - Drama e Melhor e Melhor Atriz Coadjuvante - Cinema (Kathy Bates).

BAFTA 2003 (Reino Unido)
- Indicado na categoria de Melhor Ator Protagonista (Jack Nicholson).

BFCA Award 2003 (Broadcast Film Critics Association Awards, EUA)
- Vencedor na categoria Melhor Ator (Jack Nicholson).

Festival de Cannes 2002 (França)
- Indicado à Palma de Ouro.

Prêmio Eddie 2003 (EUA)
- Indicado na categoria de Filme Dramático Melhor Editado.

## Mídia doméstica
About Schmidt foi lançado em DVD e VHS em 3 de junho de 2003. Foi lançado em Blu-ray pela primeira vez em 3 de fevereiro de 2015.